# Pascolatico
 Pascolatico o ius pascendi è la servitù di pascolo che, quando esercitata non da un singolo pastore ma da una intera comunità, prende l'aspetto di uso civico.
In molte aree, soprattutto sui terreni demaniali, ma spesso anche su terreni appartenenti a qualche feudo oppure ai privati, gli abitanti  di un determinato territorio avevano la servitù di pascolo.
Tale istituto ebbe una particolare disciplina in Sardegna sui fondi ademprivili, ma  era diffuso anche in altre regioni.
I pascoli della zona di Cortina spettavano alle Regole ampezzane, sorta di proprietà collettiva degli originari della vallata.